# Jeremy Brett
Peter Jeremy William Higgins, bolje znan kot Jeremy Brett, angleški igralec, * 3. november 1933, Berkswell, Warwickshire, Anglija, † 12. september 1995, London.
Jeremy Brett je bil angleški igralec, najbolj znan po nastopanju v vlogi znanega detektiva Sherlocka Holmesa.

## Zgodnje življenje
Jeremy Brett se je rodil v Berkswellu, v Warwickshireu, v Angliji, in se izobraževal na Etonski univerzi. Brett je kasneje trdil, da je bil slab učenec, in je to pojasneval z disleksijo. Čeprav je bil slab v šoli, je bil odličen pevec, in je pel v šolskem zboru.